# Бороевич, Петар
Петар Бороевич (сербохорв. Петар Боројевић / Petar Borojević; 5 июля 1916 — 28 сентября 1982) — полковник Югославской народной армии, участник Народно-освободительной войны Югославии, Народный герой Югославии.

## Биография
Родился 5 июля 1916 года в деревне Подошка в районе Читлука (нынешняя община Костайница, Республика Сербская). Когда ему было два года, умерла его мать, а спустя несколько лет после окончания Первой мировой войны умер и его отец Йово, участвовавший в войне и получивший несколько незаживавших ранений. Начальную школу Петар окончил в деревне Слабиня, поскольку в Подошке не было школы. Занимался сельским хозяйством, в 1937 году призван на срочную службу в Югославской королевской армии. После службы некоторое время работал на шахте в селе Лешляни. До апреля 1941 года работал в деревенском магазине сельскохозяйственно-закупочного кооператива.
После начала Апрельской войны был мобилизован в королевскую армию. Окончание войны и капитуляцию Югославии встретил в словенском городе Шкофья-Лока. Он успел избежать попадания в плен, но вынужден был добираться пешком до своего родного, сохранив при себе винтовку. После начала преследования усташами сербского населения с группой друзей он бежал в лес, а затем вышел на связь с коммунистами, которые готовились организовать вооружённое восстание против оккупантов. Он вступил в первую партизанскую группу на Козаре — Бальскую партизанскую роту, которой командовал Ивица «Ратко» Марушич — и дослужился сначала до звания командира десятка (десетаря), а затем и взводного (водника). С первых дней проявлял в боях личные качества. В октябре 1941 года в битве на Сводной возглавлял в атаке отделение и захватил в качестве трофея тяжёлый пулемёт, ставший первым таковым трофейным на Козаре. В боях на Мраковице с группой бомбашей добрался до вражеского опорного пункта и уничтожил его.
В феврале 1942 года, когда подразделения 718-й пехотной дивизии вермахта прорывали позиции 2-го Краинского партизанского отряда от Козарской-Дубицы до Приедора, Бальская партизанская рота держала оборону в районе Крушковаца. В первых стычках она нанесла немцам большие потери, убив более 10 солдат противника (в том числе одного офицера). Именно тогда в руки партизан попали первые трофейные пистолеты-пулемёты MP-40, носившие у югославов прозвище «шмайссеры», и пулемёты MG 42, носившие прозвище «шарацы». На следующий день группа Петара атаковала с близкого расстояния ещё одну вражескую колонну, которая потерла ещё 13 солдат. В ходе боя Петар был ранен, но вскоре вернулся в строй.
Он был назначен командиром 1-й роты 1-го батальона 2-й Краинской бригады. В апреле 1942 года принят в ряды Коммунистической партии Югославии. Летом того же года провёл атаку на группу немецких танков, которые контролировали дорогу Козарска-Дубица — Мраковица: с помощью ручных гранат и коктейлей Молотова были уничтожены четыре танка. В том же году во время битвы при Бихаче он участвовал во взятии моста через реку Уна, ворвавшись внутрь одного из зданий и вступив в рукопашный бой, в ходе которого убил несколько усташей. В ноябре 1942 года Бороевич впервые вступил в бои на улицах города Яйце. Наиболее известный подвиг он совершил в ходе боёв за Нови-Град, когда с ротой пробился в город и поджёг казармы; в ходе наступления он получил семь ранений. Будучи тяжело раненым, он принял участие и в битве на Сутьеске.
Служил в дальнейшем в 15-й Маевицкой бригаде, будучи начальником партизанской больницы, и командовал 17-й Маевицкой бригадой. После освобождения Югославии продолжал службу в Югославской народной армии, выйдя в 1964 году на пенсию в звании полковника.
Умер 28 сентября 1982 года в Белграде. Похоронен на Аллее народных героев Нового кладбища в Белграде.

## Награды
- Народный герой Югославии (27 февраля 1948)
- Орден Партизанской звезды II степени (серебряная звезда)
- Орден «За заслуги перед народом» II степени (серебряная звезда)
- Орден братства и единства II степени (серебряная звезда)
- Орден «За храбрость»
- Орден Военных заслуг с золотыми мечами
- Партизанский памятный знак 1941 года